# Safiye Ünüvar
Safiye Ünüvar (Istanbul, ... – Istanbul, dopo il 1964) è stata un'insegnante ottomana, nota per essere stata una figura chiave nel campo dell'educazione e del lavoro femminile in qualità di tutrice delle nipoti del sultano Mehmed V, e per essere stata una delle poche donne della corte ottomana a pubblicare le sue memorie.

## Biografia
Safiye Ünüvar nacque a Istanbul negli ultimi decenni del 1800. Era nipote di Ismail Hakki Efendi, primo Imam di Mehmed V, e di sua moglie Gülnisar Hanim, una ex dama dell'harem di Mehmed V. 
Safiye poté usufruire del clima di liberalizzazione e progresso che viveva la Turchia dell'epoca e ottenne la possibilità di studiare al Women's Teachers' Training College di Istanbul. 
Dopo il diploma, venne assunta come tutrice per i nipoti del sultano Mehmed V, in particolare per le figlie di Şehzade Mehmed Ziyaeddin.  
Safiye costituì un primato nel campo: fu la prima donna esterna, non facente parte dell'harem, ad essere assunta come insegnante per la dinastia, e fra queste la prima insegnante femminile con una formazione accademica. In precedenza, infatti, mentre i principi ottomani erano educati da tutori specializzati, le principesse venivano educate perlopiù dalle loro madri, dalle Kalfa (serve) o dalle altre donne dell'harem.    
Safiye era altamente rispettata, tanto da ottenere il permesso di risiedere nell'harem con le altre dame. Era amica intima di Dilfirib Kadın, ultima consorte di Mehmed V.  
In seguito, si trasferì nella villa di Şehzade Ziyaeddin, come tutrice dei suoi figli. Aiutò anche lo stesso principe, impartendogli lezioni di algebra e aiutandolo a ricopiare in bella copia gli appunti delle sue lezioni di medicina. 

## Memorie
Nel 1964, Safiye scrisse e pubblicò le sue memorie, tradotte in seguito in inglese, ancora oggi una preziosa fonte di informazioni sull'harem di Mehmed V e in generale sulla vita delle donne ottomane dell'epoca.  
Fu una delle poche donne ottomane a farlo, insieme a Filitzen Hanim, ultima consorte di Murad V; Ayşe Sultan, figlia di Abdülhamid II; Nevzad Hanım, ultima consorte di Mehmed VI; Leyla Açba e Rumeysa Aredba, dame di corte. Inoltre, quelle di Safiye sono le uniche note scritte da una semplice impiegata piuttosto che da un membro della dinastia o una dama di corte. 